# Celestynów (Opoczno)
Pour les articles homonymes, voir Celestynów.
Celestynów (prononciation [t͡sɛlɛsˈtɨnuf]) est un village de la gmina de Sławno, du powiat d'Opoczno, dans la voïvodie de Łódź, situé dans le centre de la Pologne.
Il se situe à environ 7 kilomètres au nord-ouest de Sławno (siège de la gmina), 15 kilomètres à l'ouest d'Opoczno (siège du powiat) et 58 kilomètres au sud-est de Łódź (capitale de la voïvodie).

## Administration
De 1975 à 1998, le village était attaché administrativement à l'ancienne voïvodie de Piotrków.

Depuis 1999, il fait partie de la nouvelle voïvodie de Łódź.